# Église Notre-Dame-de-Lourdes de Pudong

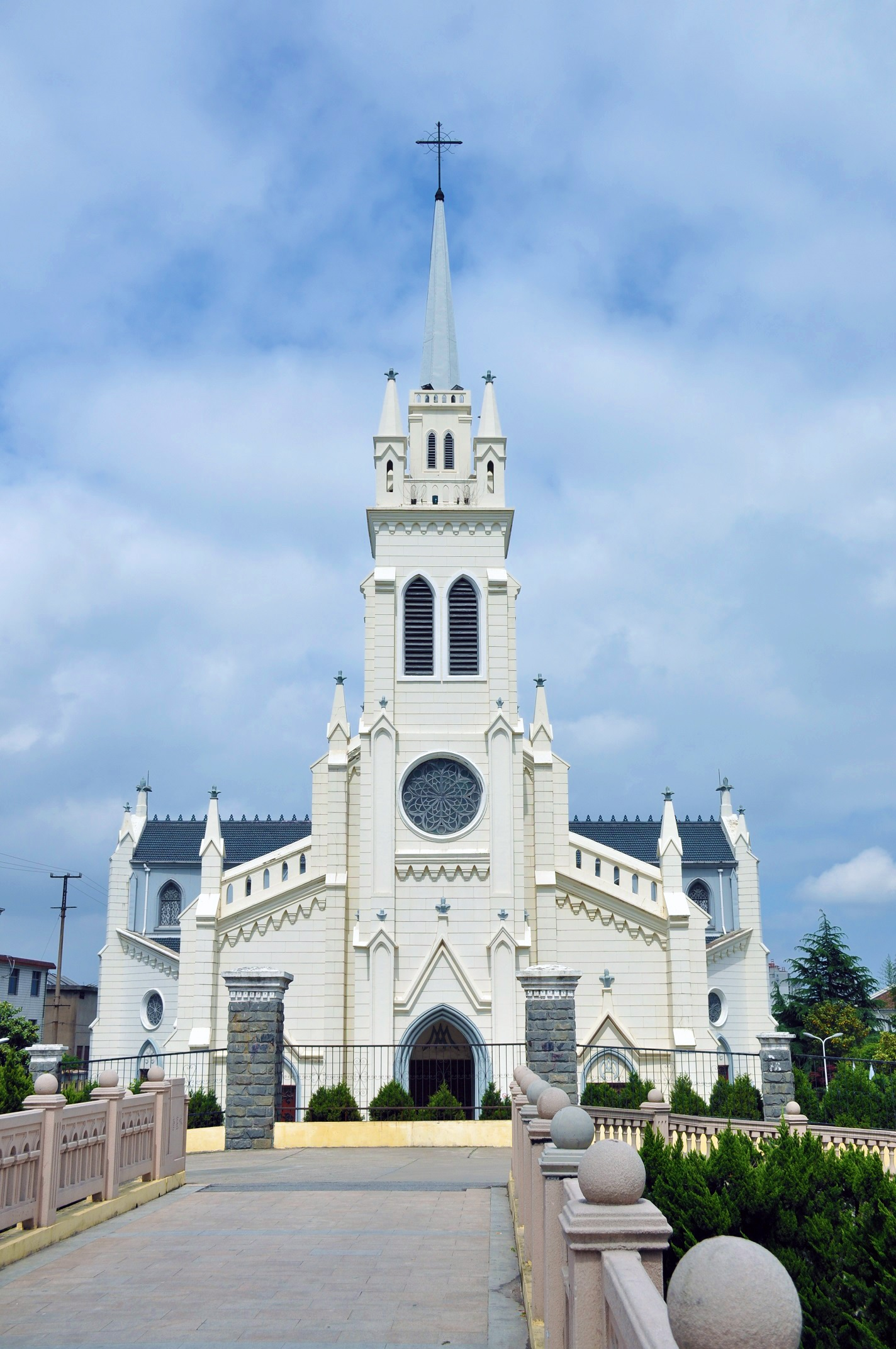
Façade de l'église

L'église Notre-Dame-de-Lourdes (浦东露德圣母堂) est une église catholique du diocèse de Shanghai située à Pudong, aujourd'hui subdivision de Shanghai. Elle est consacrée à Notre-Dame de Lourdes et a été construite par les missionnaires français. Elle est inscrite au patrimoine culturel de Shanghai.

## Histoire et description

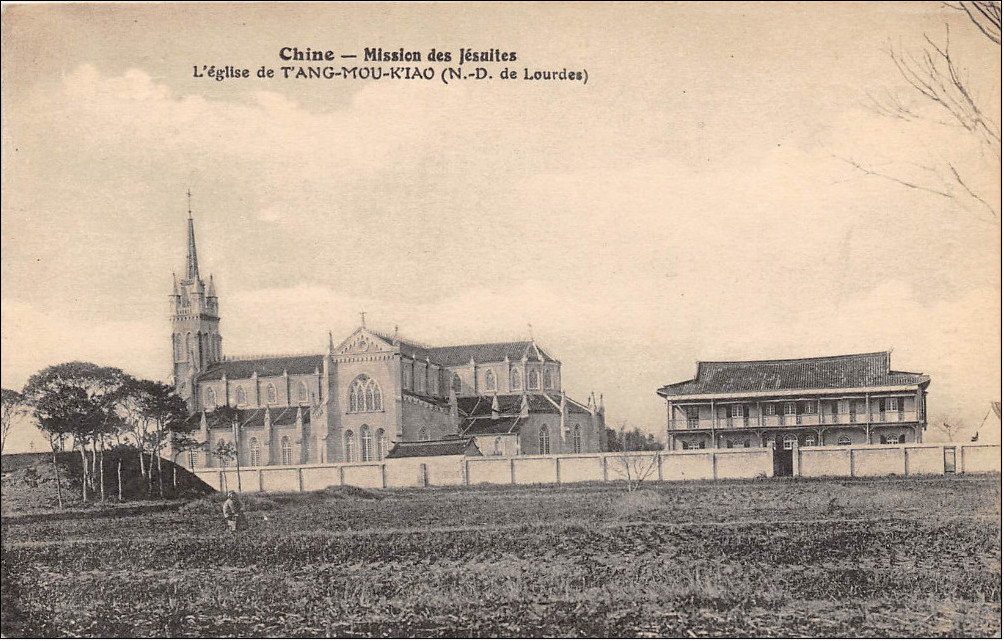
Vue de la mission du temps des missionnaires français

En 1868, les missionnaires jésuites français construisent une petite église à Pudong consacrée à Notre-Dame de Lourdes avec un petit orphelinat de filles. Devant l'afflux des conversions, ils sont obligés d'en faire construire une plus grande. Les travaux débutent le 20 avril 1894 et se terminent au début de l'année 1898. De taille imposante, elle est construite en style néo-gothique français, avec un clocher de plus de 30  mètres de hauteur. Elle est consacrée le 2 janvier 1898.
L'église est vandalisée dans les années 1950 et transformée en atelier de production de machines agricoles en 1958. Elle est rendue au culte le 11 octobre 1992. C'est aujourd'hui un lieu de pèlerinage marial fort fréquenté.
Mgr Thaddeus Ma Daqin y a servi comme curé dans les années 1990 avant d'être ordonné évêque et d'être aujourd'hui emprisonné par décision des autorités gouvernementales.

## Source
- (zh) Cet article est partiellement ou en totalité issu de l’article de Wikipédia en chinois intitulé « 唐墓桥露德圣母堂 » (voir la liste des auteurs).